# جزر كثيف الأزهار
جزر كثيف الأزهار (الاسم العلمي:Daucus pycnanthus) هو نوع غير مؤكد من النباتات يتبع جنس الجزر من الفصيلة الخيمية.